# Peter Street
Peter Street (batizado em 1 de julho de 1553, maio de 1609) foi um carpinteiro e construtor inglês em Londres nos séculos XVI e XVII. Ele construiu o Fortune Playhouse, e provavelmente o Globe Theatre, dois estabelecimentos significativos na história do palco em Londres. Ele participou da construção da Casa de Banquetes do Rei James no Palácio de Whitehall e pode ter sido responsável pelos cenários das máscaras reais do rei.